# Chimonobambusa callosa
Chimonobambusa callosa ist eine Bambus-Art aus der Gattung Chimonobambusa mit 4 bis 7 Meter hohen Halmen und 20 bis 33 Zentimeter langen Halmblattspreiten. Das Verbreitungsgebiet der Art liegt in Indien.

## Beschreibung
Chimonobambusa callosa ist ausdauernd und bildet leptomorphe Rhizome. Die verholzenden Halme wachsen aufrecht und erreichen eine Höhe von 4 bis 7 Metern und einen Durchmesser von 1,2 bis 2,5 Zentimetern. Die Internodien sind grau, hohl und 12 bis 25 Zentimeter lang. Sie sind stielrund und glatt. Die Knoten sind verdickt und mit Wurzeldornen besetzt. Die Halmscheiden sind etwa gleich lang wie die Internodien, papierartig und behaart. Die Spitze ist gestutzt, die Seiten sind bewimpert. Das Halmblatthäutchen ist 2 Millimeter lang und ausgefranst. Die Halmblattspreite ist linealisch, 1,2 bis 2,5 Zentimeter lang und flaumig behaart. Die Laubblattscheiden sind gelbbraun flaumig behaart. Die Borsten am Ende der Scheide (oral setae) sind borstig. Das Blatthäutchen ist eine bewimperte Membran. An der Basis der Blattspreite ist eine 0,2 bis 0,7 Zentimeter lange, stielartige Verbindung zur Blattscheide vorhanden. Die Laubblattspreite ist lanzettlich oder länglich, 20 bis 33 Zentimeter lang und 17 bis 32 Millimeter breit. Die Mittelrippe die deutlich ausgeprägt und davon gehen zehn bis 16 Paare von Seitennerven ab. Die Spreitenoberfläche ist rau und behaart, die Blattränder sind ebenfalls rau, das Ende ist zugespitzt. Die Blütenstände bilden Tragblätter. Die Ährchen sind sitzend, linealisch und seitlich zusammengedrückt. Sie sind 50 bis 75 Millimeter lang und haben keine seitlichen Knospen. Je Ährchen werden sechs bis zwölf fruchtbare Blütchen gebildet. Ein weiteres, reduziertes und unfruchtbares Blütchen ist an der Ährchenspitze vorhanden. Die Internodien der Ährchen sind 5 Millimeter lang, abgeflacht und gebogen. Es werden zwei bleibende, sich ähnelnde Hüllspelzen gebildet, die kürzer als das Ährchen sind. Beide sind 6 bis 7 Millimeter lang, häutig, ungekielt, spitz und ein- bis dreinervig. Die Deckspelze fruchtbarer Blütchen ist eiförmig, 5 bis 9 Millimeter lang, häutig, gekielt und drei- bis siebennervig. Die Ränder sind bewimpert, die Oberseite ist behaart, das Ende spitz. Je Blüte werden drei geaderte und bewimperte Schwellkörper, drei Staubblätter und zwei Narben gebildet. Die Früchte sind Karyopsen mit haftendem Perikarp.

## Verbreitung
Das natürliche Verbreitungsgebiet der Art liegt in Indien.

## Systematik und Forschungsgeschichte
Chimonobambusa callosa ist eine Art aus der Gattung Chimonobambusa, Tribus Arundinarieae, Unterfamilie Bambus (Bambusoideae). Die Art wurde 1868 von William Munro als Arundinaria callosa (Basionym) in den Transactions of the Linnean Society of London Band 26 Teul 1 Seite 30 erstbeschrieben. Die Art wurde 1925 von Nakai Takenoshin im Journal of the Arnold Arboretum Band 6 Seite 151 als Chimonobambusa callosa (Munro) Nakai in die Gattung Chimonobambusa gestellt. Weitere Synonyme der Art sind Arundinaria phar E.G.Camus, Chimonocalamus callosus (Munro) Hsueh & T.P.Yi und Sinobambusa callosa (Munro) T.H.Wen.